# Jean-Pierre Dikongué-Pipa
Jean-Pierre Dikongué-Pipa (geboren 1940 in Douala) ist ein kamerunischer Regisseur, Autor und Schauspieler, der vor allem durch seinen ersten Kinofilm Muna Moto bekannt wurde, der der erste Kinofilm in voller Länge war, der in Kamerun produziert wurde.

## Leben und Werk
Jean-Pierre Dikongué-Pipa kam über das Theater zum Film. Er studierte in Paris am Cinema Conservatory (fr. Conservatoire Libre du Cinéma Français). Sein Hauptwerk, Muna Moto, erzählt eine Liebesgeschichte, die durch den traditionellen Brauch der Mitgift kompliziert wird. Auch in seinem Film Die Antilope geht nicht in die Falle (orig. Le Prix de la liberté) geht es um die Beziehungen zwischen den Geschlechtern, hier steht die sexuelle Ausbeutung von Frauen im Mittelpunkt der Geschichte. 2019, im Alter von 78 Jahren, war Jean Pierre Dikongué-Pipa noch immer als Filmschaffender tätig und arbeitete an einem Film über Um Nyobe, einen politischen Anführer Kameruns, mit dem Arbeitstitel Sur le Chemin de Boumnyebel.
Jean-Pierre Dikongué-Pipa wird in dem 1983 erschienenen Dokumentarfilm Caméra d’Afrique von Férid Boughedir gefeaturet – einem Film, der unter anderem bei den Filmfestspielen in Cannes 2019 als Cannes Classic aufgeführt wurde. Zum fünfzigsten Jubiläum des Festival panafricain du cinéma et de la télévision de Ouagadougou wurde in Anerkennung seiner Pionierleistung für den afrikanischen Film eine Bronzestatue in Ouagadougou enthüllt.

## Filmografie (Auswahl)
- La Foire aux livres à Hararé, 1984
- Histoires drôles et drôles de gens, 1983
- Music and Music: Super Concert, 1981
- Kpa Kum, 1980
- Die Antilope geht nicht in die Falle (orig. Le Prix de la liberté), 1978
- Muna Moto, 1975
- Rendez moi mon père, Kurzfilm, 1966
- Les Cornes, Kurzfilm, 1966
- Un simple, Kurzfilm, 1965

## Auszeichnungen
- 1975 Grand Prix Georges Sadoul
- 1975 Grand Prix du Festival international du film de l’ensemble francophone à Genève[10]
- 1976 Yennega Stallion des Festival panafricain du cinéma et de la télévision de Ouagadougou für Muna Moto
- 2016 L’Ecran d’honneur des Festival Ecrans Noirs de Yaoundé[11]